# 青衣島民
青衣島民（英語：Tsing Yi People），是一個香港民主派的社區團體，以Facebook專頁形式運作，專注於青衣的社區事務。青衣島民的召集人是王必敏，其於2019年香港區議會選舉參選葵青區議會青衣邨選區並當選。

## 歷史
「青衣島民」Facebook專頁於2017年初設立，其召集人為王必敏。青衣島民的主要工作集中在民生、社區上，也偶爾觸及時事議題，如呼籲網民參加七一遊行、反對東大嶼人工島遊行等。專頁幾乎每天都有一個貼文，內容亦五花八門：說日軍侵華時進攻青衣的歷史、介紹雀鳥種類，討論青衣通宵小巴諮詢文件、宣傳即將舉辦的活動、轉發時事新聞（例如東大嶼填海）等。青衣島民亦邀請基層婦女及小店辦墟市、組團「共購」聚集居民訂單，直接向香港本地供應商或菜農買貨。青衣島民也爭取在青衣海傍興建單車徑，並組織街坊夜晚騎單車到青衣南橋方向。除此以外，青衣島民也辦過派月餅、觀鳥團、夾心照顧者講座等活動。
青衣戲棚於近年開始引入各款小食攤檔，而其中大部分攤檔均使用即棄餐具，使垃圾遍地，並造成滋擾和浪費。青衣島民於是向主辦活動的青衣鄉事委員會建議提供餐具租借，但意見未獲接納。青衣島民於是聯同組織「裸買行動」成立「青衣戲棚關注組」，找來傳媒採訪，成功引起環境保護署關注，令官員主動邀請他們談論減廢，後來鄉事委員會終採納他們的建議，在2018年引入以2港元租借餐具的制度。青衣島民也因此獲得了第四屆網絡公民獎公開組獎項。
適逢反對逃犯條例修訂草案運動爆發，國際特赦組織於2019年9月28日在香港各區舉行一場「快閃洗街」活動。青衣島民響應國際特赦組織的呼籲，於中午12時在青衣城二期天橋「快閃」在地上張貼黃色海報，活動持續約一小時。同年，青衣島民召集人王必敏以無黨派青衣街坊身份參選葵青區議會青衣邨選區。王必敏在9月30日接受蘋果日報訪問時強調，議政不再局限於政黨人士，「即使我們是普通的百姓，只要是住在這裏的，都有權去發聲」，批評該區時任區議員陳笑文任區議員28年，表現已經「滑牙」。王必敏在10月8日正式遞交提名參選該選區，報稱其職業為廣告製作，後來獲編為該選區的2號候選人，時年40歲，終以4727票當選，擊敗競逐連任的陳笑文的3194票。

## 區議會選舉
以下為青衣島民在歷屆區議會選舉的選舉結果。
| 選舉 | 民選得票 | 民選議席 | 委任議席 | 當然議席 | 議席    | +/- | 參考資料                   |
| 2019 | 4,727 ▲  | 1        | 不適用   | 0        | 1 / 458 | 1 ▲ | [ 9 ] [ 10 ] [ 11 ] [ 12 ] |

## 外部連結
- 青衣島民的Facebook專頁
- 青衣島民的Instagram帳戶